# Banu Kinanah
 (août 2017).
- Si vous ne connaissez pas le sujet, laissez ce bandeau (vous pouvez alors contacter les auteurs).
- Si vous supprimez le contenu mis en cause (vous pouvez préalablement contacter les auteurs),

argumentez précisément cette suppression dans la page de discussion
(un manque de référence n'est pas un argument ; une recherche réelle de référence doit avoir été effectuée, être formellement documentée).
 (juin 2017).
Si vous disposez d'ouvrages ou d'articles de référence ou si vous connaissez des sites web de qualité traitant du thème abordé ici, merci de compléter l'article en donnant les références utiles à sa vérifiabilité et en les liant à la section « Notes et références ».

Banu Kinanah est l'une des grandes tribus des Arabes qui se sont installées à Hijaz et Tihamah, dans la région occidentale de l'Arabie saoudite.

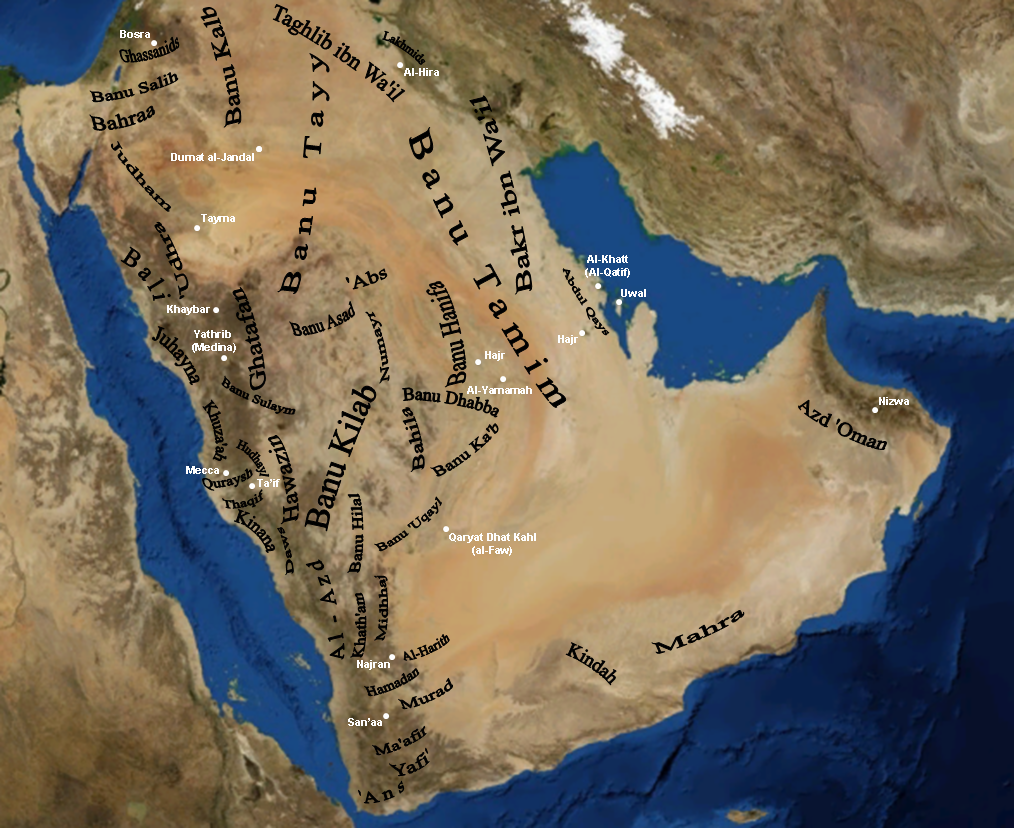
Les tribus arabes dans les premiers jours de la propagation de l'Islam. Banu Kinanah s'installe autour de la ville de La Mecque.

Banu  Kinanah (en Arabe : بنو كنانة / banū Kinânah, «les enfants de Kinanah» ) est une tribu arabe descendant de Kinanah. Les Qoreïchites sont une branche des Banū Kināna.

## Géographie
Ils vivent principalement dans l'Arabie occidentale (partie ouest de l'Arabie saoudite) appelée la région du Hedjaz ; certaines fractions de leurs tribus vivent également en Algérie, Irak, Syrie, Liban, Iran, Égypte, Jordanie et Palestine.

## Histoire
Kinanah était un ancêtre de Mahomet, les deux étaient espacés par 13 générations.

## Identification
Les membres de cette tribu sont identifiables à leurs noms de famille « Al-Kinani ». Ils sont cousins avec la tribu des Banu al-Akhdari et Banu Hâshim.